# Brunand
Brunand (Aythya ferina) är en and inom gruppen dykänder som häckar i palearktis i grunda vatten. Arten har minskat kraftigt på senare tid och listas numera som sårbar av internationella naturvårdsunionen IUCN. I Sverige betraktas den sedan 2020 som starkt hotad.

## Utseende och läte

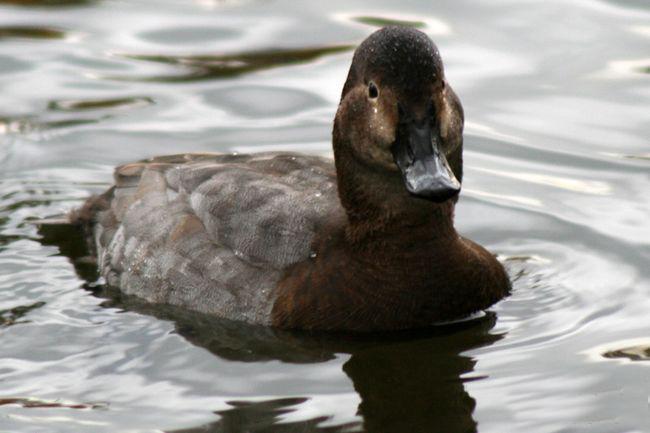
Adult honfärgad individ i vinterdräkt fotograferad i december.

Brunanden mäter 42–49 centimeter och har ett vingspann på 67–75 centimeter. Könen uppvisar stor könsdimorfism. Som adult har hanen röd iris och mörkgrå till svart näbb med ett tydligt gråblått band innanför näbbspetsen. Den har rödbrunt huvud och hals, grå kroppssida och askgrå vingspegel, svart bröst och bakparti och blekt gråblå rygg som är vattrad med brunaktiga streck. 
Den adulta honan har på sommaren en genomgående mörkbrun och grå fjäderdräkt. Huvudet är brunt ofta med en ljusare fläck innanför näbbroten och ett ljust streck som sträcker sig från ögonvrån och bak ovanför kinden. På vintern är honans kroppssida och rygg vattrat grå. Honan har svart iris, ljus ring runt ögat, och mörkgrå näbb med ett mindre ljusare band innanför näbbspetsen, men detta band kan saknas hos vissa. I flykten syns de diffust grå handpennorna som har mörka kontrasterande spetsar.
Brunanden är ganska tystlåten. Hanens spelläte är ett karaktäristiskt vinande som klipps av med ett gällt efterslag. Det kan beskrivas som en rikoschetterande kula.

## Utbredning

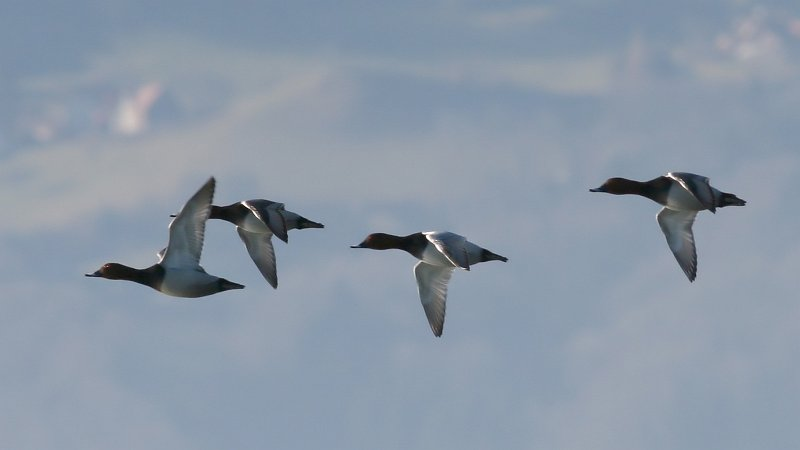
De nordliga populationerna är flyttfåglar.

Brunanden häckar i Europa och Asien österut till Japan. De nordliga populationerna är flyttfåglar och arten övervintrar så långt söderut som tropiska Afrika, Indien och Sydostasien. De som häckar längre söderut är stannfåglar eller gör bara kortare förflyttningar för att undvika eventuellt hårt väder.

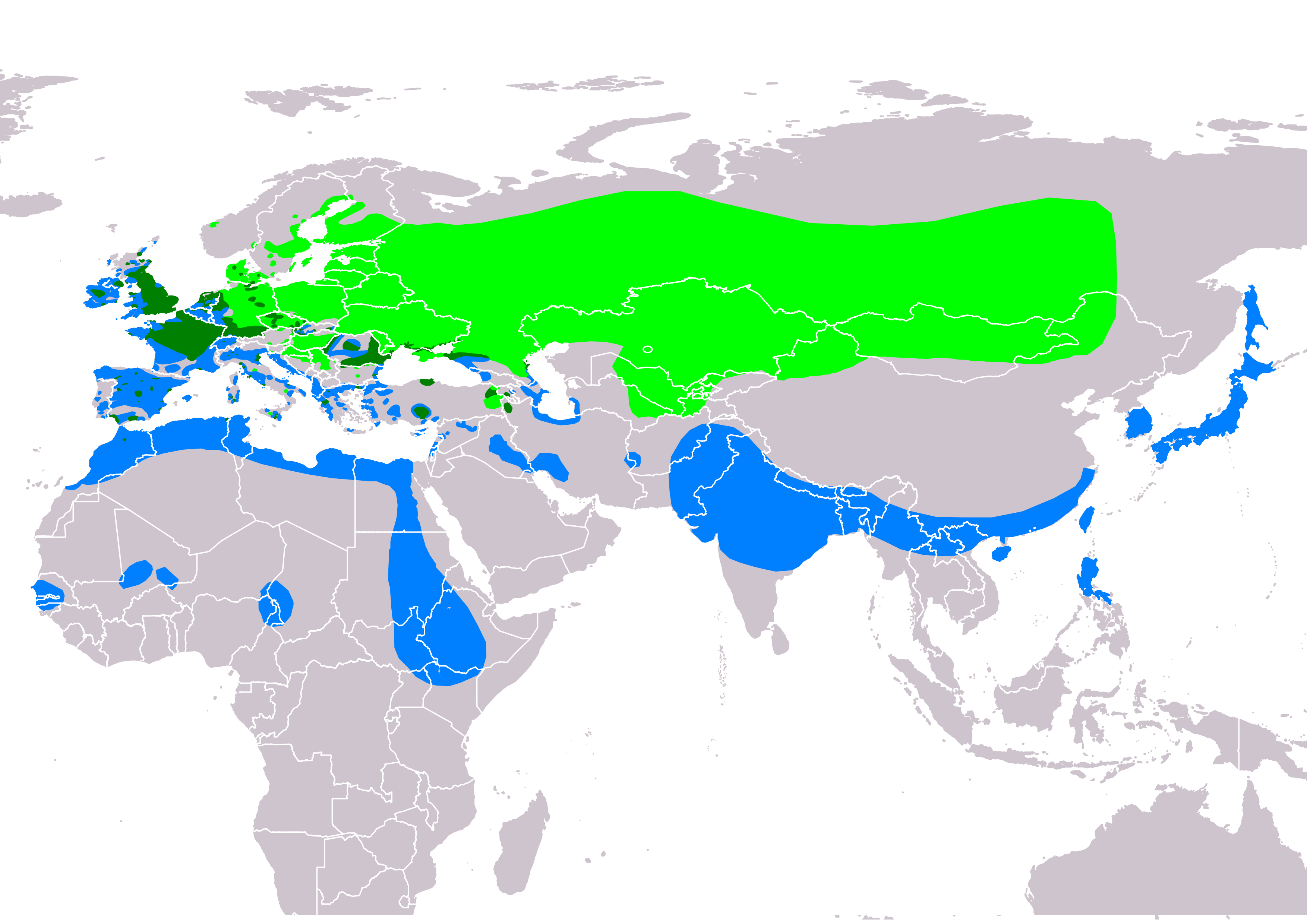
Brunandens utbredningsområde, där ljusgrönt betecknar häckningsområde, blått övervintringsområde och mörkgrönt vistelse året runt.

Flest fåglar genomför höstflyttningen från sena september till november och honorna flyttar något senare än hanarna. Paren övervintrar inte på samma platser utan en majoritet hanar övervintrar längre norrut medan en majoritet honor övervintrar längre söderut.

### Förekomst i Sverige
Förr var brunanden ganska sällsynt i Sverige. Den första kända observationen gjordes på Gotland 1840 och första säkra häckningsfyndet konstaterades 1867 på Öland. Fram till år 1880 hade den med säkerhet häckat på Gotland och Öland, i Bråviken vid Norrköping, i Tåkern, och i Hjälstaviken i södra och Vissjön i norra Uppland. De flesta fåglar flyttar kring september–oktober till Danmark eller västra Europa. Många övervintrar dock i södra Sverige, och uppehåller sig mest i söt- eller brackvatten, så länge det är isfritt. Flyttfåglarna anländer i mars–april.

## Ekologi

### Biotop
Brunanden behöver stora och näringsrika öppna vatten med ett djup på max sex meter. Den behöver rikligt med makrofyter som växer under ytan och omgivande växtlighet som sticker upp över ytan. Den häckar i sjöar med salthaltig, bräckt eller färskt vatten men även i sodasjöar, våtmarker eller långsamrinnande floder. Den föredrar inlandsvatten men kan drivas ut till kusten, som skyddade vikar på grund av frost eller annat hårt väder. Under vintern förekommer den i liknande biotoper som på sommaren och på samma sätt kan den tvingas ut till kusten vid hårt väder. Vintertid samlas ofta flockar vid vikar och dammar där varmt vatten släpps ut från industrier och dylikt.

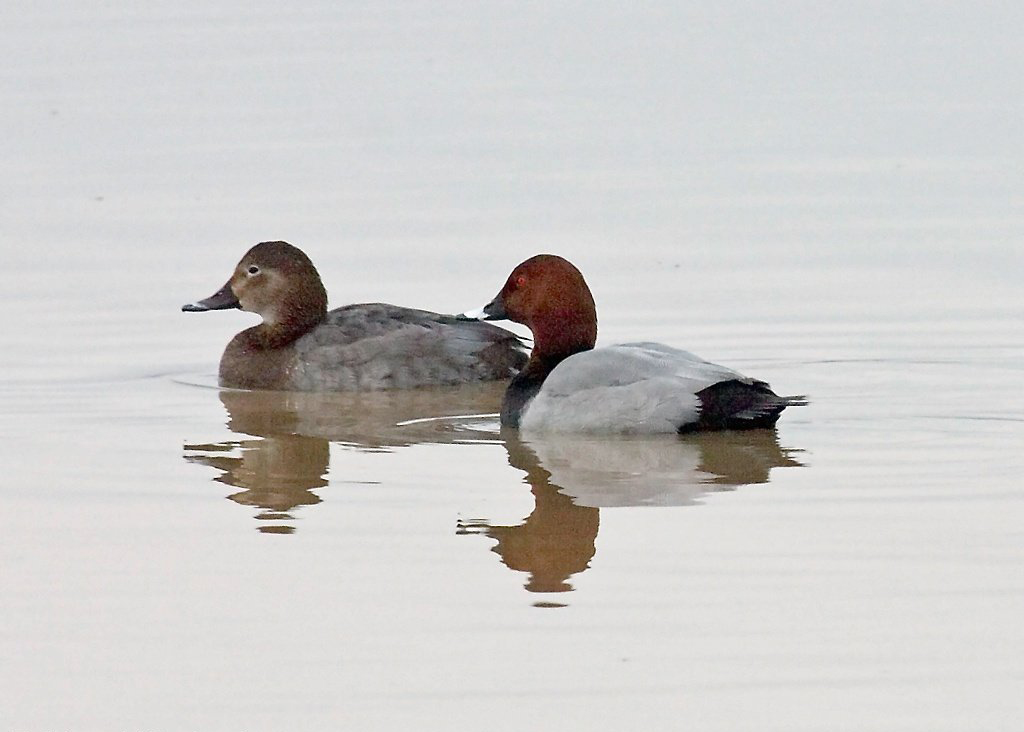
En hona och hane fotograferade i januari.

### Häckning
Boet består av en fördjupning eller grund skålform som skapats i ett tjock lager av växtmaterial. Antingen på land inom tio meter från vatten, flytande i vattenbrynet på cirka 30 cm djup, gömt i tät strandvegetation som vass eller ovanpå flytande större mattor av vegetation. Under år med högt vattenstånd kan de även häcka på översvämmade fält, i starrtuvor eller under buskar. Den häckar som enskilda par eller i löst sammanhängande mindre grupper. Under häckningsperioden uppvaktas honan av flera hanar. Den lägger vanligtvis åtta till tio ägg men kullar med fyra till 14 förekommer. Äggen är blygrå till gulgröna och honan ruvar dem i 26–28 dagar. Ungarna tas om hand av honan och de blir flygga efter 50–55 dygn. Efter häckningsperioden ruggar de adulta och blir då flygoförmögna i tre till fyra veckor. Under denna ruggningsperiod och även vintertid kan de samlas i flockar på flera tusen fåglar.

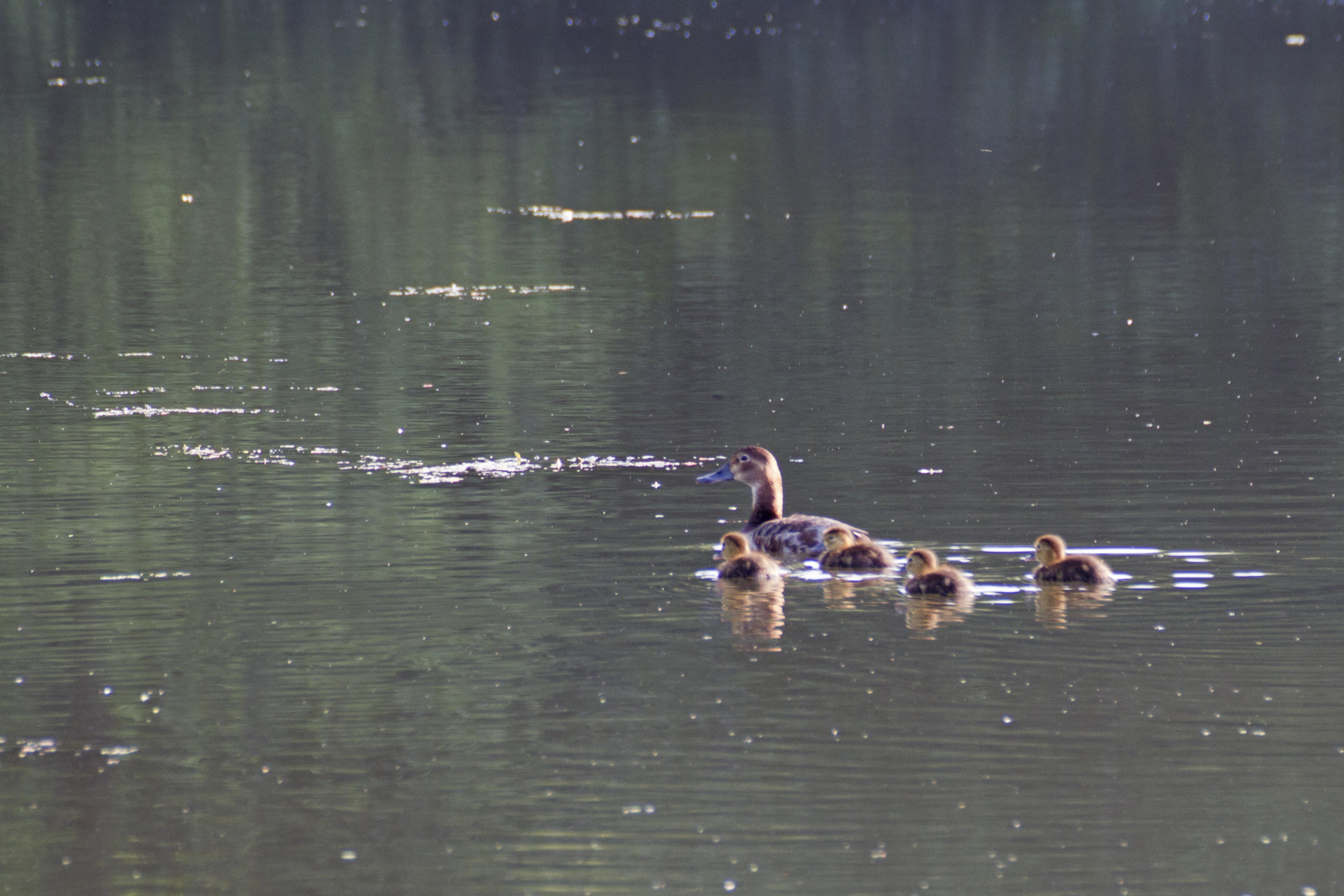
Hona med ungar.

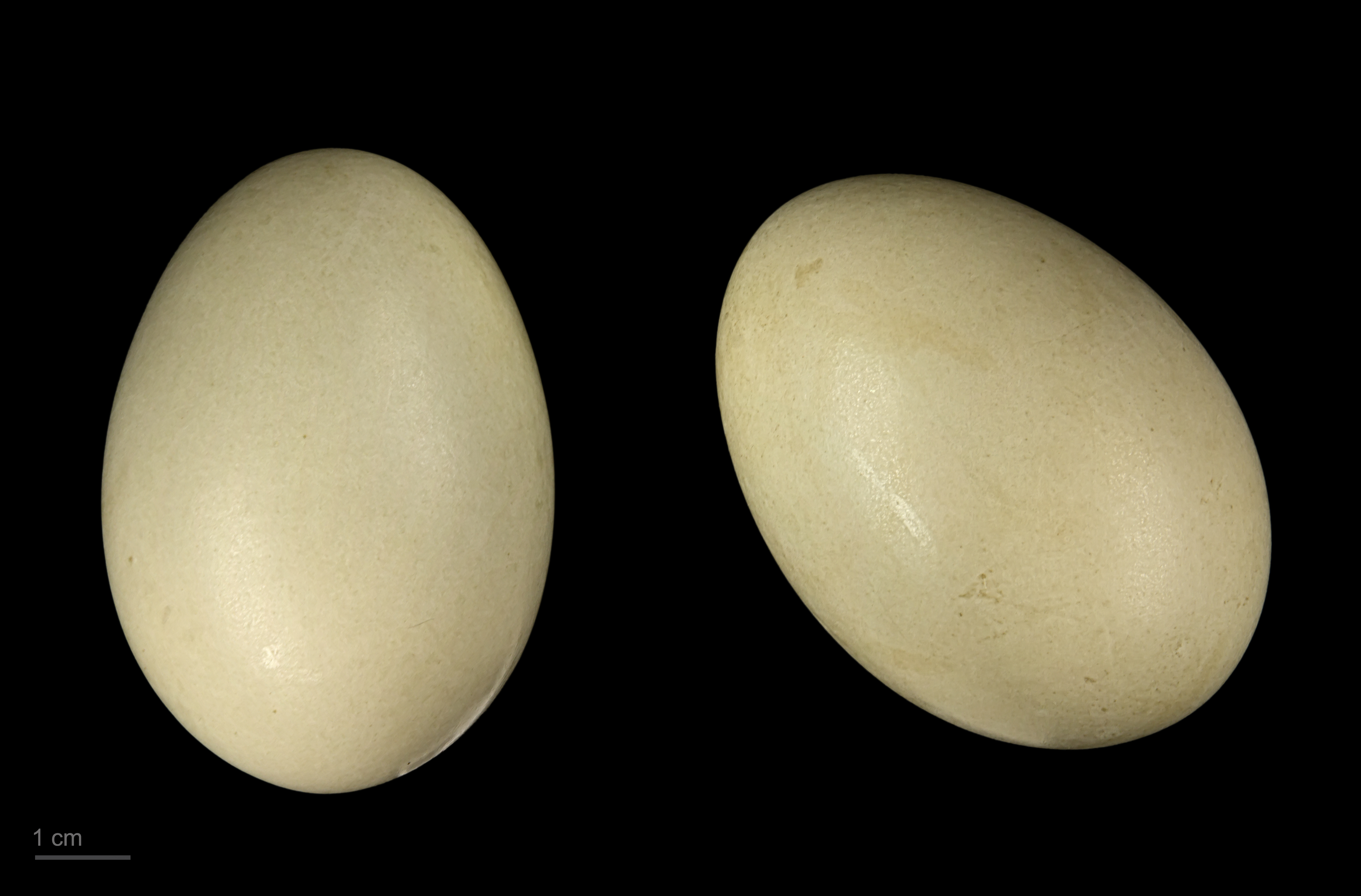
Ägg från brunanden.

### Föda
Brunanden är en allätare som lever av frön, rötter och andra delar av vättenväxter såväl som vattenlevande insekter och larver, blötdjur, kräftdjur, maskar, groddjur och småfisk. Den är en dykand och betar vattenväxter från botten. Födosöket sker oftast på ett djup av en till tre meter.Vintertid kan de vara skymnings- och nattaktiva.

## Status och hot
Brunandens världspopulation uppskattas till omkring två miljoner individer, medan populationen i Europa tros bestå av 198 000–285 000. På grund av att populationen minskat relativt kraftigt över en stor del av utbredningsområdet anses den vara hotad globalt och kategoriseras sedan 2015 som sårbar av internationella naturvårdsunionen IUCN.
I även svenska ArtDatabankens rödlista kategoriseras den numera som starkt hotad. I mitten av 1970-talet beräknades det svenska beståndet uppgå till cirka 5 000 par. Brunanden har därefter minskat i antal och idag uppskattas det häcka cirka 1 100 par i Sverige. Som häckfågel påträffas den idag främst på Gotland, Öland, i Östergötland och Uppland. Varför den minskat i antal är oklart, men i och med att arten gärna häckar kring skrattmåskolonier och de i sin tur har minskat, kan vara en orsak.